# Verena Bentele
Verena Bentele (Lindau, 28 febbraio 1982) è una biatleta e fondista tedesca ipovedente, vincitrice di dodici medaglie d'oro, due d'argento e due di bronzo alle Paralimpiadi invernali del 1998, del 2002, del 2006 e del 2010. Ha inoltre vinto la Coppa del Mondo di combinata di biathlon e sci di fondo nel 2006.

## Biografia
Bentele ha studiato alla Carl-Strehl Schule - una scuola speciale per ipovedenti a Marburgo, in Germania - e ha successivamente continuato gli studi in linguistica e letteratura alla Ludwig-Maximilian University di Munich.  Anche suo fratello Michael ha gareggiato nello sci di fondo e biathlon ai Giochi paralimpici invernali di Vancouver. Bentele ha annunciato il suo ritiro dallo sci nel novembre 2011.

## Carriera
Durante il campionato tedesco di corsa campestre per non vedenti 2009, Bentele ha subito un grave incidente. La sua guida vedente non è riuscita a dare indicazioni adeguate, quindi Bentele è caduta da un pendio nel letto di un fiume asciutto. Durante l'incidente si è strappata un legamento crociato del ginocchio, ha subito lesioni alle dita e al fegato e ai reni.
Nonostante l'accaduto, un anno dopo Bentele ha ottenuto il suo miglior risultato olimpico, vincendo cinque medaglie d'oro alle Paralimpiadi invernali del 2010 a Vancouver, competizione durante la quale Bentele è stata nominata Miglior atleta femminile ai Paralympic Sport Awards.
Bentele ha vinto il premio "Laureus World Sportsperson of the Year with a Disability" per l'anno 2011. Alla fine del 2011,  all'età di 29 anni, Bentele ha annunciato il suo ritiro. Tre annia più tardi, nel 2014, Bentele è stata inserita nella Paralympic Hall of Fame.

### Attività politica
Bentele è stata nominata delegata alla Convenzione federale dal Partito socialdemocratico, con lo scopo di eleggere il presidente della Germania nel 2010, 2012 e 2017. Si è unita al partito nel 2012.

### Attività istituzionale
Nel gennaio 2014, Bentele è stata nominata Commissaria del governo federale per le questioni relative alle persone con disabilità nel governo della Cancelliera Angela Merkel. In questa veste, fino al 2018, ha fatto parte del Ministero federale del lavoro e degli affari sociali sotto la guida del ministro Andrea Nahles e ha diretto i lavori di monitoraggio dell'attuazione della Convenzione sui diritti delle persone con disabilità.

## Palmarès

### Paralipiadi
Biathlon
- 6 medaglie:
  - 5 ori (7,5 km tecnica libera a Nagano 1998; 7,5 km tecnica libera a Salt Lake City 2002; 7,5 km a Torino 2006; 12,5 km individuale e 3 km a Vancouver 2010)
  - 1 bronzo (12,5 km a Torino 2006)

Sci di fondo
- 10 medaglie:
  - 7 ori (5km tecnica classica B1, 10 km tecnica libera B1-2 e 15 km tecnica libera a Salt Lake City 2002; 5 km ipovedenti a Torino 2006; 1 km sprint, 5 km ipovedenti e 15 km ipovedenti a Vancouver 2010)
  - 2 argenti (5 km tecnica classica B1 e 5km tecnica libera B1 a Nagano 1998)
  - 1 bronzo (3x2 km stafetta aperta a Nagano 1998)

## Premi e riconoscimenti
- German Sport University Cologne (DSHS), componente del Consiglio universitario[8]
- Istituto tedesco per i diritti umani (DIMR), componente d'ufficio del Consiglio di fondazione[9]
- Comitato Paralimpico Nazionale Germania (DBS), componente del Consiglio di fondazione (dal 2012)
- Paralympic Hall of Fame (2014)